# Sardono Waluyo Kusumo
Sardono Waluyo Kusumo (Surakarta, 6 maart 1945) is een Indonesisch choreograaf, danser en filmregisseur.

## Studie en loopbaan
Kusumo studeerde klassieke Javaanse dans en legde zich later toe op traditionele en lokale dansen in combinatie met moderne danstechnieken. In 1961 voerde een groot dansgezelschap van 250 dansers onder zijn leiding een voorstelling op bij het Hindoeïstische tempelcomplex Prambanan, op ongeveer 18 km ten oosten van Jogjakarta, aan de weg naar Surakarta (ook wel Solo genoemd).
In de jaren zeventig richtte hij het Dance Theatre Sardono op. Hij won verschillende prijzen, waaronder de Nederlandse Prins Claus Prijs in 1997 en de Indonesische Bintang Budaya Parama Dharma in 2003. In Indonesië zet hij zich in voor het behoud van de regenwouden in het land.

## Filmografie (als acteur)
- Sri (1999)
- Rembulan dan Matahari (1982)
- November 1828 (1979)